# Die antike Münze
Die antike Münze (bulgarisch Старинната монета, Starinata moneta) ist ein bulgarisch-ostdeutscher Film von Wladimir Jantschew mit Manfred Krug in der Hauptrolle. Der Film kam am 21. Mai 1965 in die Kinos der DDR.

## Handlung
Der Geschichtslehrer und Münzensammler Karl Schneider möchte während seines Urlaubs in Bulgarien eine bestimmte antike Münze aufstöbern. Als er einer Gruppe Musiker begegnet, stellt er fest, dass deren Sängerin Jana Christowa ebendiese Münze um den Hals trägt. Er verliebt sich in sie, doch die junge Liebe muss bald einige unerwartete Probleme überstehen. Sein Reisebegleiter, der Schlagersänger Theobald, untermalt die Ereignisse musikalisch.

## Kritik
Das Lexikon des internationalen Films schrieb, Die antike Münze sei ein „dünnblütiges, reichlich albernes Sommerfilmchen, das seine Entstehung allein dem Umstand verdankt, daß Bulgarien nach dem Mauerbau zum Hauptreiseland der (Ost-)Deutschen wurde“.